# Вит-Энен, Магда
Магда Вит-Энен (фр. Magda Wiet-Hénin; род. 31 августа 1995, Нанси, Мёрт и Мозель, Лотарингия, Франция) — французская тхэквондистка. Чемпионка мира 2023 года. Призёр чемпионатов мира и Европы. Участница летних Олимпийских игр 2020 в Токио.

## Биография
Магда Вит-Энен родилась 31 августа 1995 года.

## Карьера
Магда на международных соревнованиях по тхэквондо выступает с 2008 года. В 2012 году стала победителем юношеского чемпионата мира. 
В 2014 году в категории до 62 кг на чемпионате Европы в городе Баку завоевала бронзовую медаль. В 2016 году в Швейцарии на чемпионате континента в весовой категории до 62 кг стала серебряным призёром. 
В 2019 году на чемпионате мира, который состоялся в Манчестере, в Великобритании, в весовой категории до 62 кг завоевала бронзовую медаль. 
На Олимпийских играх 2021 года в Токио в весовой категории до 67 килограммов француженка стала 11-й.
В 2022 году на чемпионате Европы в Манчестере, В Великобритании, Магда стала обладателем серебряной медали. В финале она уступила спортсменке из Испании Сесиле Кастро.
В 2023 году на чемпионате мира, который состоялся в Баку, в категории до 67 кг, Магда Вит-Энен завоевала золотую медаль, став впервые в карьере чемпионкой мира. В финальной схватке она победила спортсменку из Иордании Джульяну Аль-Садег.